# Воинские захоронения военнопленных (город Уфа)
Воинские захоронения военнопленных (город Уфа) - воинские захоронения военнопленных в городе Уфе РБ. Это воинские мемориалы и могилы, создаваемые для увековечения памяти погибших военнопленных на местах их захоронений.
В годы Великой Отечественной войны и после нее в Республике Башкортостан, включая Уфу работали и жили большое количество военнопленных.  Военнопленные работали на строительстве жилья, народно-хозяйственных стройках, в 90-е годы оказавшихся в частных руках капиталистов. Умерших хоронили на местных кладбищах, многие из оставшихся в живых в 50-х годах вернулись на родину.

## Воинские захоронения 1945—1948 годов
По данным фонда 39 архива Министерства внутренних дел мемориальные воинские захоронения военнопленных времен Великой Отечественной войны на территории города Уфа находятся на 3 кладбищах на которых обнаружены захоронения военнопленных, умерших в лагерях МВД, специальных госпиталях и в рабочих батальонах:
- Кладбище у села Баланово Уфимского района (ныне Демское кладбище) — количество захороненных 176 человек (немцы, японцы, австрийцы, мадьяры, румыны), кладбище находится в закрытом состоянии;
- Лопатинское кладбище — количество захороненных 366 человек (немцы, австрийцы, поляки, венгры, латыши, чехи, мадьяры);
- Сергиевское кладбище — количество захороненных 93 человека (немцы, мадьяры, австрийцы, чехи), ныне не действующие кладбище. Общее количество захороненных военнопленных составляет 635 человек (сведения на 2014 год). Согласно спискам архива МВД, известны имена, воинские звания, национальность, год рождения и дата смерти всех 635 военнопленных, умерших в промежуток с 1945 по 1948 годы в городе Уфа Республики Башкортостан.

## Статистика
| Общая информация       |                                                                         |
| Страна                 | Россия                                                                  |
| Регион                 | Республика Башкортостан                                                 |
| Город                  | Уфа                                                                     |
| Первое захоронение     | 1945                                                                    |
| Последнее захоронение  | 1948                                                                    |
| Численность            | 635 человек                                                             |
| Национальный состав    | немцы, японцы, австрийцы, мадьяры, румыны, поляки, венгры, латыши, чехи |
| Курирующая организация | Администрация городского округа город Уфа Республики Башкортостан       |

## Мемориальные комплексы
Мемориальные комплексы находится в Демском, Орджоникидзевском, Кировском районах городского округа город Уфа Республики Башкортостан. На Лопатинском кладбище захоронения символически отмечены группами крестов, по три креста в группе. Центральным мемориалом является металлический черный крест. На Демском и Сергеевском так же установлен металлический черный крест. Кладбища посещаются иностранными делегациями в составе родственников военнопленных. Уход за мемориалами осуществляет Ассоциация международного военно — мемориального сотрудничества «Военные мемориалы».
Помимо Уфимских захоронений, военнопленные, работающие в других районах республики были  похоронены на кладбищах городов Ишимбая, Салавата и др. местах.